# 慶應義塾大學湘南藤澤校區

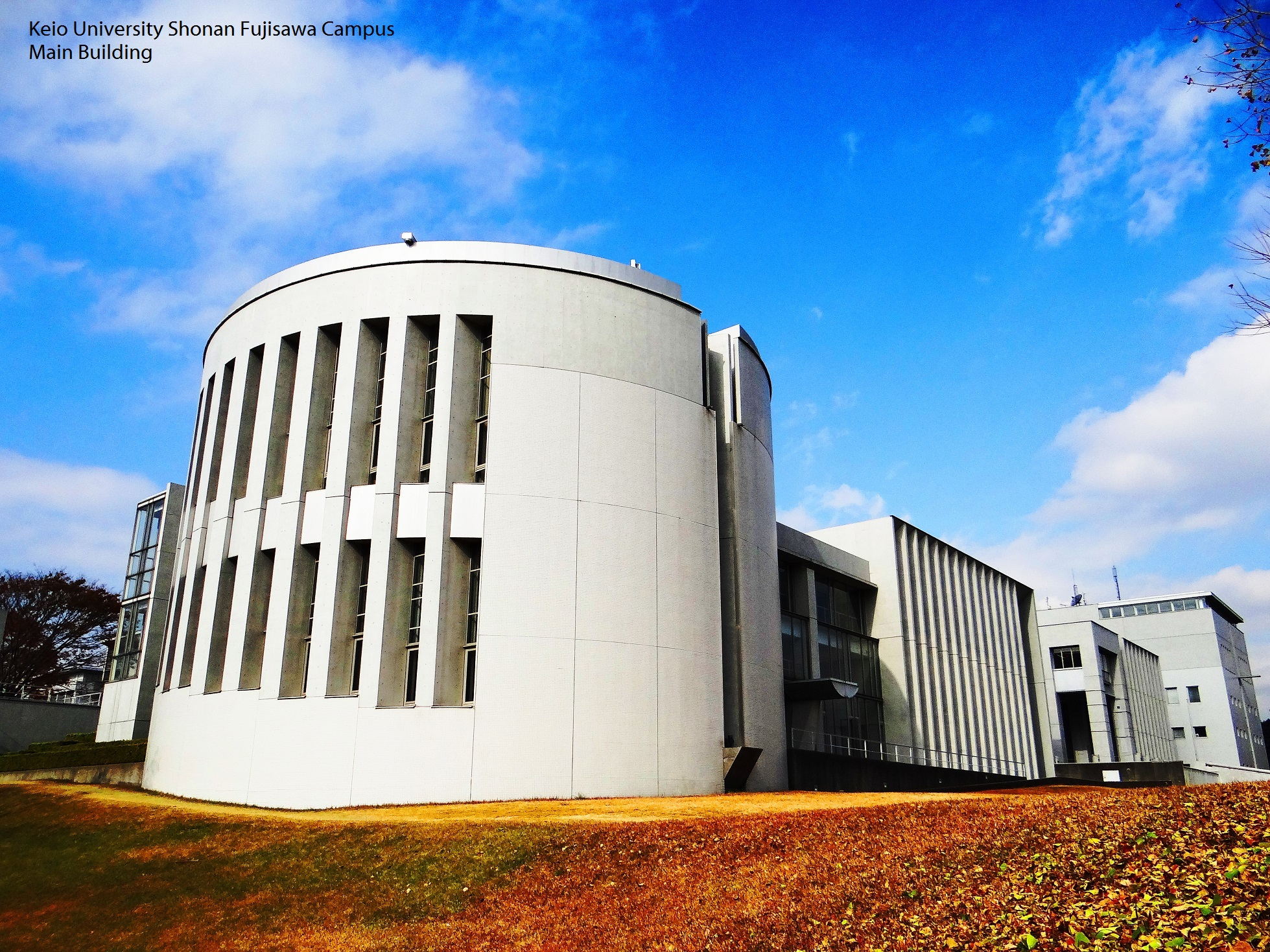
Ω館

慶應義塾大學湘南藤澤校區（日语：慶應義塾大学 湘南藤沢キャンパス，Keio University Shonan Fujisawa Campus，常簡稱為SFC）是位於日本神奈川縣藤澤市遠藤5322番地的慶應義塾大學的校區之一。

## 概要
開設於1990年。簡稱SFC。該校區設有三個學部(相當於學系)，包括總合政策、環境情報、看護醫療三個學部；大學院部分(即碩博士課程)，則有政策媒體研究科、健康管理研究科兩個研究科，而政策媒體研究科下有8個所(2018年編制)，包括設計、認知、政策...等等，各所編制下為各教授研究室。校區主管為三個學部長(系主任)及兩個研究科委員長(碩博士課程的院長)。校區內又設有一 SFC 研究所，Keio Research Institute of SFC，為統合全校區的純研究單位，負責政府、民間之研究委託以及對外研究交流。
校區內另設有慶應義塾湘南藤澤附屬中學。該校區是日本大學改革的先鋒之一，是日本最早引入AO入學、學期制等制度的大學校區。

## 外部連結
- 慶應義塾大学湘南藤沢キャンパス （页面存档备份，存于）
- 慶應義塾大学看護医療学部 （页面存档备份，存于）
- 慶應藤沢イノベーションビレッジ（SFC-IV） （页面存档备份，存于）
- SFC 研究所 （页面存档备份，存于）
- Open Research Forum (ORF) （页面存档备份，存于）
- 慶應義塾大学湘南藤沢学会 （页面存档备份，存于）
- Keio University SFC Global Campus （页面存档备份，存于）
- SFC CLIP （页面存档备份，存于）
- プレゼンテーション・パターン：創造的プレゼンテーションのパターン・ランゲージ（慶應義塾大学SFC 井庭崇研究室） （页面存档备份，存于）

35°23′18″N 139°25′42″E / 35.38833°N 139.42833°E